# 塚本晋也
塚本 晋也（つかもと しんや、1960年1月1日 - ）は、日本の映画監督、俳優。
東京都渋谷区出身。渋谷区立渋谷小学校、渋谷区立原宿中学校、日本大学鶴ヶ丘高等学校、日本大学芸術学部卒業。有限会社海獣シアター代表取締役。コマーシャルのナレーターとしては大沢事務所所属。既婚。
映画監督としては、自ら製作・監督・脚本・撮影・美術・編集・出演を兼ねる自主制作スタイルを貫いている。

## 略歴

### 生い立ち
下北沢で生まれ原宿で育つ。幼少の頃から観ていた「ウルトラQ」（その他）に衝撃を受け、中学時代から自主映画を作り始める。当時は怪獣映画に夢中で、円谷一の著書『特撮のタネ本』をバイブルにしていた。中学2年生（当時14歳）の時に水木しげるのマンガ『原始さん』を原案にして、父が持っていた8ミリカメラで映画製作をする。商業デザイナーだった父の影響で幼い頃から絵を描くことが好きで、高校・大学と美術学科を専攻。この延長で今でもだいたいの作品で自ら美術も手掛ける。高校時代も4本の映画を制作し、日本テレビ主催のシネマフェスティバルで入賞を果たす。高校のときに友人の助言で黒澤明の映画を観るようになり、高校時代は黒澤映画をほとんど観て映画への考え方や脚本の書き方などを勉強する。
日本大学芸術学部に進学後、演劇に惹かれ唐十郎ら劇作家に影響され劇団を主宰。しかし、映画監督の夢を捨てたわけではなく大学在学中に劇場映画の制作を目指すが叶わず、卒業後はCM制作会社に就職。中学から続けてきた映画制作は全て独学だったが、ここで編集技術を学ぶ。CMディレクターとして働く一方、仕事を続けながら演劇がしたいと社長に相談するとあっさりと承諾を得るが、舞台と海外出張が重なるなど両立が難しくなり、4年間勤めた後に退社を決意する。
退社後、劇団「海獣シアター」を結成、3本の芝居を興行する。

### 映画監督・俳優として

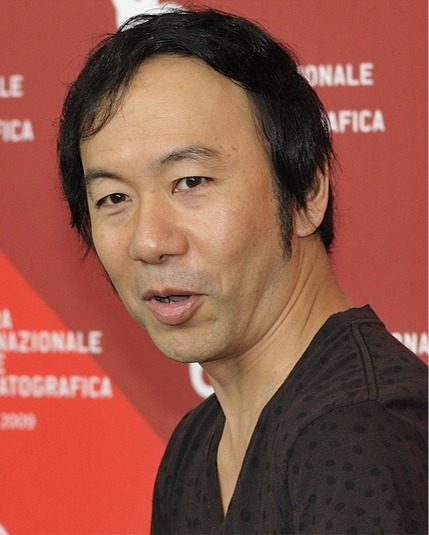
第66回ヴェネツィア国際映画祭にて（2009年）

1988年、海獣シアターの仲間とともに作った『電柱小僧の冒険』でPFFアワードのグランプリを獲得する。
翌1989年、制作費1,000万、4畳半のアパートで廃物のSFXと少数のスタッフで制作された『鉄男』が、ローマ国際ファンタスティック映画祭のグランプリを受賞する。制作時点では海外での上映は考えてなかったが、東京国際ファンタスティック映画祭のプロデューサーの小松沢陽一が海外の映画祭に持って行ったことで、一般公開1作目にして国際的に高く評価され、後の海外映画祭における多数の新世代の日本映画評価への先鋒となる（また、この作品は、主演・田口トモロヲの映画俳優としての活動の足掛かりにもなる）。
1990年、諸星大二郎の漫画を沢田研二主演で映画化した『ヒルコ/妖怪ハンター』を制作。塚本にとっては初の35ミリフィルムでメジャー映画1作目となった。
1992年、『鉄男II BODY HAMMER』が世界の40以上の映画祭に招待される。1993年ごろには『鉄男』のハリウッド版の企画が持ち上がり、クエンティン・タランティーノが制作に名乗りを挙げ意気投合するが、キャスティングや作品の構想など折り合いがつかず実現には至らなかった。
1995年、元プロボクサーで実弟の塚本耕司の話をもとに映画『TOKYO FIST』を制作。自身で主演も務め、役のために1年間ボクシングジムにも通い、弟・耕司がライバルのボクサー役を演じた。
1997年、初めてヴェネツィア国際映画祭で審査員を務めた（2005年にも二度目の審査員として参加）。
1999年、塚本が演じる中年のサラリーマンを主人公にしたバイオレンスアクション『バレット・バレエ』を制作。さらに江戸川乱歩の短編小説を映画化した『双生児』が公開。主演の本木雅弘が発案し映画化され、『ヒルコ/妖怪ハンター』と同様に大手の映画会社が制作、配給を手掛けるが海獣シアターも全面的に協力する。
2002年に大谷健太郎監督の『とらばいゆ』や三池崇史監督の『殺し屋1』に俳優として出演し、第57回毎日映画コンクール男優助演賞を受賞。
2003年、黒沢あすかを主演にエロティシズムな世界を描いた『六月の蛇』でヴェネツィア国際映画祭コントロコレンテ部門審査員特別賞を受賞。
それまでは都市の中で個人が悶々と暴走していく作品を作り続けてきたが、2004年、浅野忠信を主演に肉体の内部に迫った『ヴィタール』をきっかけにコンクリートから外に抜け出し鮮やかな大自然も撮るようになる。
2007年、子どもの頃から江戸川乱歩のような暗い探偵ものに憧れ、松田龍平を主演に迎え『悪夢探偵』を制作。ウルトラQの夢か現実か分からない世界観にも影響を受けている。この作品は翌2008年に続編が作られシリーズ化した。
2010年、『鉄男』の発表から20年以上経ち『鉄男 THE BULLET MAN』を制作。ハリウッド版の『鉄男』の企画が頓挫してから塚本が極秘に温め続けてきたため全編英語で、主演の鉄男にはオーディションでアメリカ人俳優のエリック・ボシックが選ばれた。この映画はかねてから塚本のファンだったナイン・インチ・ネイルズが主題歌を書き下ろす。
2012年、塚本がインスピレーションを受け『ヴィタール』の主題歌も担当したシンガーソングライターのCoccoとタッグを組み『KOTOKO』を制作。第68回ヴェネツィア国際映画祭ではオリゾンティ部門グランプリを受賞した。
2015年、何年もかけ戦争体験者に取材を続け、市川崑監督により1959年に映画化された『野火』を自主制作スタイルで再び映画化。それまで都市と肉体をテーマにバーチャルリアリティな世界を描いてきたが、『野火』では観客にあえて戦場の生々しさ体感してもらい悲惨さを伝えるため、市川崑版では避けられた人肉を食べる表現にも向き合い容赦のない暴力を描ききった。この描写はヴェネツィア映画祭で上映した際には現地のマスコミからは賛否両論だったがとても長いスタンディングオベーションを受け強烈な印象を残す。自身で主演も務め飢餓状態の一等兵を演じ第70回毎日映画コンクールでは男優主演賞と監督賞をW受賞する。
2016年、マーティン・スコセッシ監督の映画『沈黙 -サイレンス-』に出演。オーディションで役を獲得したが、もともと塚本が監督した映画を観ていたスコセッシは、同姓同名の別の役者がやってきたと思ったという。前年、『野火』では体重を53キロまで落としたが、この作品では命がけのシーンにも挑む過酷な役柄だった事もありさらに体重を40キロ台まで落とし臨んだ。
2018年、長年「一本の刀を過剰に見つめる若い浪人」というアイデアが頭にあり、塚本にとって初の時代劇となる『斬、』を池松壮亮主演で制作。『野火』制作後も続く時代に対する不安や叫びが、その若い浪人の姿と重なり映画化に至った。

## 人物
『鉄男』の公開以降「都市と肉体」をテーマに作品を作り続け、多くのクリエイターに影響を与える。クエンティン・タランティーノ、ギレルモ・デル・トロ、ジェームズ・ワン&リー・ワネル、ギャスパー・ノエ、ダーレン・アロノフスキーといった映像作家も塚本フリークを公言している。また、星野源、ナイン・インチ・ネイルズのトレント・レズナー、フライング・ロータスといったミュージシャンにもフォロワーが多い。
自身が影響を受けた監督については神代辰巳、黒澤明、岡本喜八、今村昌平、市川崑、デヴィッド・クローネンバーグ、リドリー・スコット、マーティン・スコセッシらを挙げている。子どもの頃から読書が好きで、子どもの頃に読んだ江戸川乱歩の小説の世界観は塚本作品にも取り入れられている。大岡昇平の『野火』は高校時代に読んで衝撃を受け、長い年月をかけ自身で映画化している。漫画では、水木しげるや山上たつひこの漫画を読んで中学・高校時代に8ミリフィルムで映画にしたり、映画監督になってから作った『鉄男』は楳図かずおの『わたしは真悟』から強い影響を受けている。
若い頃から人間の中にある暴力性をファンタジー的に描いてきたが、『KOTOKO』、『野火』、『斬、』では暴力への警鐘や嫌悪感を感じ取って貰うため、あえてリアルに描いている。塚本作品と言えば金属が出てきたり激しい表現も多いが、CGは補助的にしか使わず、アナログな手法で迫力を演出している。
映画はお金を出してる人のものという考えで、ほとんどの作品の制作費は塚本が集めている。映画制作の際には、自身の映画制作会社「海獣シアター」でボランティアスタッフを募集。ボランティアスタッフは2作目の参加からはプロとして雇う。時には海外から参加する塚本ファンもおり、ボランティアスタッフ出身者には映画監督や脚本家として活躍する吉田恵輔、吉田光希、坂本あゆみ、中村佑子、黒木久勝らがいる。講師依頼も多く、2011年には多摩美術大学造形表現学部映像演劇学科の教授を一年間務めたが、映画制作については自分の現場を体験してもらうのが一番としている。
映画音楽の石川忠とはほとんどの作品でタッグを組んでおり、2017年に石川が亡くなるまで塚本作品には不可欠な存在であった。
俳優としては、自身の作品に止まらず他の監督の映画やドラマにも出演。俳優としての自身の事は「聞き分けのいい俳優」だと話す。ナレーターとしても数多くのCMのナレーションを担当し続けている。

## 監督作品
- 電柱小僧の冒険（1987年、PFFアワードグランプリ）
- 鉄男（1989年、ローマ国際ファンタスティック映画祭グランプリ）
- ヒルコ/妖怪ハンター（1991年）
- 鉄男II BODY HAMMER（1993年）
- 東京フィスト（1995年、兼主演）
- バレット・バレエ（1999年、兼主演）
- 双生児（1999年）
- 六月の蛇（2003年、第60回ヴェネツィア国際映画祭コントロコレンテ部門審査員特別賞受賞）
- とかげ（2004年、テレビシリーズ「朗読紀行 にっぽんの名作」の中の1編）
- ヴィタール（2004年、第61回ヴェネツィア国際映画祭招待作品、第37回シッチェス・カタロニア国際映画祭Fantastic Noves Visions部門作品賞、フリュッセル国際映画祭銀鴉賞受賞）
- 玉虫（2005年、オムニバス映画「female」の中の1編）
- HAZE（2006年、兼主演）
- 悪夢探偵（2007年）
- 悪夢探偵2（2008年）
- 鉄男 THE BULLET MAN（2010年、第66回ヴェネツィア国際映画祭コンペティション部門選出作品）
- 妖しき文豪怪談「葉桜と魔笛」（2010年）
- KOTOKO（2012年、第68回ヴェネツィア国際映画祭オリゾンティ賞受賞）
- 野火（2015年、兼主演、第71回ヴェネツィア国際映画祭コンペティション部門選出作品）
- 斬、（2018年、第75回ヴェネツィア国際映画祭コンペティション部門選出作品）[42][43]
- ほかげ（2023年、第80回ヴェネツィア国際映画祭オリゾンティ部門出品、NETPAC賞受賞）

## 出演作品

### 映画
- 電柱小僧の冒険（1988年）
- 鉄男（1989年7月1日）
- 鉄男II BODY HAMMER（1992年）
- 119（1994年、竹中直人監督）
- 我が人生最悪の時（1994年、林海象監督）
- 遥かな時代の階段を（1995年、林海象監督）
- 東京フィスト（1995年）
- 東京日和（1997年、竹中直人監督）
- あ、春（1998年、相米慎二監督）
- 完全なる飼育（1999年、和田勉監督）
- バレット・バレエ（1999年）
- サンデイドライブ（2000年、斎藤久志監督）
- 溺れる人（2000年、一尾直樹監督）
- さくや妖怪伝（2000年、原口智生監督）
- Dead or Alive 2 逃亡者（2000年、三池崇史監督）
- 殺し屋1（2001年、三池崇史監督） - ジジイ 役
- 盲獣vs一寸法師（2001年、石井輝男監督）- 明智小五郎 役
- クロエ（2001年、利重剛監督）
- 連弾（2001年、竹中直人監督）
- とらばいゆ（2002年、大谷健太郎監督）
  - 本作と「クロエ」、「殺し屋1」などの演技が評価され、2002年第57回毎日映画コンクール男優助演賞受賞。
- 六月の蛇（2003年）
- 稀人（2004年、清水崇監督）
- 恋の門（2004年、松尾スズキ監督）- 野呂 役
- HAZE（2006年）
- クワイエットルームにようこそ（2007年、松尾スズキ監督） - 元旦那 役
- 悪夢探偵（2007年） - 0（ゼロ） 役
- 鉄男 THE BULLET MAN（2010年）- ヤツ 役
- KOTOKO（2012年） -田中 役
- 「また、必ず会おう」と誰もが言った。（2013年、古厩智之監督） - 秋山荘介 役
- 野火（2015年、兼監督） - 田村一等兵 役
- シン・ゴジラ（2016年）- 間邦夫 役[2]
- SCOOP!（2016年、大根仁監督） - 多賀 役
- オーバー・フェンス（2016年、山下敦弘監督）- 洋子の父 役（声のみ）
- 沈黙 -サイレンス- Silence （2016年、マーティン・スコセッシ監督） - モキチ 役
- 斬、（2018年、兼監督） - 澤村次郎左衛門 役
- ウタモノガタリ-CINEMA FIGHTERS project-「カナリア」（2018年6月）- 髙橋巖 役
- 騙し絵の牙（2021年3月26日公開、吉田大八監督） - 高野民生役[44]
- DIVOC-12「ユメミの半生」（2021年10月1日公開、藤井道人監督） - ミニシアターの支配人 役[45]
- シン・仮面ライダー（2023年3月18日公開） - 緑川弘博士 役[46]
- 宝島（2025年9月19日公開予定） - 徳尚 役[47]
- 時には懺悔を（2026年公開予定）[48][49]

### 劇場アニメ
- めくらやなぎと眠る女（2024年7月26日公開、ピエール・フォルデス監督） - 片桐 役[50]

### テレビドラマ
- 恋のためらい（1997年、TBS） - 小池新一 役
- 日曜日は終わらない（1999年10月21日、NHK）
- 私立探偵 濱マイク 第11話（2002年9月9日、日本テレビ）
- 演技者。「マシーン日記」（2003年、フジテレビ） - アキトシ 役
- 蝉しぐれ（2003年、NHK） - 三宅藤右衛門 役
- 劇団演技者。「雨が来る」（2004年、フジテレビ） - 登 役
- 秘太刀 馬の骨（2005年、NHK）
- シナリオ登龍門2005「きたな（い）ヒーロー」（2006年、日本テレビ） - 柿本茂男 役
- 生物彗星WoO（2006年、NHK・円谷プロダクション制作）
- 慶次郎縁側日記 第3シリーズ（2006年、NHK）
- セクシーボイスアンドロボ（2007年、日本テレビ） - 林竹男 役
- フルスイング（2008年、NHK） - 太田三郎 役
- 連続テレビ小説（NHK）
  - ゲゲゲの女房（2010年） - 塚本（水木しげるの義兄） 役
  - カーネーション（2012年）- 原口猛 役
  - 半分、青い。（2018年） - 宇佐川乙郎 役[51]
  - おかえりモネ（2021年5月17日 - 7月1日） - 田中和久 役[52]
- 坂の上の雲 第9回（2010年12月26日、NHK） - 明石元二郎 役
- 小暮写眞館 第2回（2013年4月7日、NHK BSプレミアム）  - 柳井 役
- ドラマ 東京裁判（2016年12月、NHK総合）- 竹山道雄 役
- 4号警備 第6回（2017年5月13日、NHK総合） - 渋谷謙一 役
- 小野田さんと、雪男を探した男〜鈴木紀夫の冒険と〜（2018年3月25日、NHK BSプレミアム） - 小野田元少尉 役
- dele 第7話（2018年9月7日、テレビ朝日） ‐ 笹本清一 役
- このマンガがすごい!「塚本晋也の『やなぎ屋主人』」（2018年11月24日、テレビ東京） - 塚本晋也（本人） 役
- いだてん〜東京オリムピック噺〜 第32回 - 第38回（2019年8月25日	- 10月6日、NHK） - 副島道正 役
- MIU404 第7話（2020年8月7日、TBS） - 倉田靖典 役
- 半径5メートル 第3話（2021年5月14日、NHK総合） - いずみようじ 役
- 昭和歌謡ミュージカル また逢う日まで（2022年4月30日、NHK BSプレミアム・BS4K）[53]
- 17才の帝国 第2話・第3話（2022年5月14日・21日、NHK総合） - 鈴原 役
- BSプレミアムドラマ 拾われた男 Lost Man Found（2022年、NHK BSプレミアム・ディズニープラス）- TATSUYA渋谷店の客 役[54]
- 杉咲花の撮休 第2話「ちいさな午後」（2023年2月17日、WOWOW） - 店主 役[55]
- 孤独のグルメ2024大晦日スペシャル 太平洋から日本海 五郎、北へ あの人たちの所まで。（2024年12月31日、テレビ東京） - 鈴木直巳 役[56]

### その他テレビ番組
- 真夜中の王国 司会（1997年、NHKBS2）
- 100分de名著 宮沢賢治スペシャル 朗読（2017年3月13日、20日、27日 ETV）
- 100分de名著 大岡昇平「野火」 ゲスト（2017年8月28日、ETV）
- 「福島モノローグ 完全版」（2022年3月29日、NHK BS1）- 語り[57][58]

### ゲーム
- メタルギアソリッド4（2008年） - ヴァンプ 役（※声の出演）[注 1]

### CM
- 東京ガス 「家族の絆 やめてよ」篇 - 父親役

## 関連書籍

### 著書
- 東京フィスト（1995年、扶桑社）
- 六月の蛇（2003年、マガジンハウス）
- 悪夢探偵（2006年、角川書店）
- 悪夢探偵2 怖がる女（2008年、角川書店）
- 鉄男 THE BULLET MAN（2010年、講談社）
- 鉄男全集 鉄男三作品純正シナリオ（2010年、ACクリエイト）
- 塚本晋也「野火」全記録 （2016年、洋泉社）
- 冒険監督（2018年、ぱる出版）

### その他
- 塚本晋也読本―普通サイズの巨人（2003年、キネマ旬報社）
- 塚本晋也読本 SUPER REMIX VERSION（2010年、キネマ旬報社）
- 完全鉄男 『鉄男』から『鉄男 THE BULLET MAN』までの軌跡（2010年、講談社）
- 塚本晋也×野火（2015年、游学社）

## 受賞歴
- 1993年
  - 第7回高崎映画祭・若手監督グランプリ（『鉄男II BODY HAMMER』）
- 2002年
  - 第57回毎日映画コンクール・男優助演賞（『とらばいゆ』『殺し屋1』『クロエ』『溺れる人』）
  - 第24回ヨコハマ映画祭・助演男優賞（『とらばいゆ』『殺し屋1』『クロエ』）[59]
- 2012年
  - 第4回TAMA映画賞・特別賞（『KOTOKO』出演者である本人とCoccoに対して）
- 2015年
  - 第7回TAMA映画賞・特別賞（本人と『野火』のキャスト・スタッフ一同に対して）[60]
  - 第70回毎日映画コンクール[61]
    - 監督賞（『野火』）
    - 男優主演賞（『野火』）

  - 第25回日本映画プロフェッショナル大賞・監督賞（『野火』）[62]
  - 第10回KINOTAYO現代日本映画祭[63]
    - 批評家賞（『野火』塚本晋也監督）
    - キャノン最優秀撮影賞（『野火』塚本晋也監督）
- 2016年
  - 第16回マラケシュ国際映画祭・トリビュート（功労賞）[64]
- 2018年
  - 第73回毎日映画コンクール・男優助演賞（『斬、』）[65]
- 2019年
  - 第69回芸術選奨文部科学大臣賞 映画部門（『斬、』）[66]
  - 第19回ニッポン・コネクション ニッポン名誉賞
- 2023年
  - 第80回ヴェネツィア国際映画祭 オリゾンティ・コンペティション部門[67]・NETPAC賞（最優秀アジア映画賞）（『ほかげ』）[68]
  - 第78回毎日映画コンクール・日本映画優秀賞（『ほかげ』）
  - 第33回日本映画批評家大賞・作品賞（『ほかげ』）[69]